# ليس كل الرجال
#ليس_كل_الرجال هو ميم إنترنت. وهو عبارة عن نسخة مختصرة من هاشتاج ليس كل الرجال هكذا، أحيانًا يتم اختصاره إلي جملة تتألف من أوائل الحروف لهذا الهاشتاج.
تنص مقالة في مجلة التايم حول هذا الموضوع على أن هاشتاج «ليس كل الرجال» سبق ذكره علي أنه شيءٌ يدعو إلي الإحباط،  لكن في أوائل عام 2014 أصبح يُستخدم للسخرية. يهدف بعض النقاد إلى مواجهة التعميمات المتعلقة بسلوك الرجال، مثل العبارات التي توحي  بمواضيع غير مريحة، مثل الاعتداء الجنسي.

## نشأته
ذكر موقع فوكس أن عبارة "ليس كل الرجال هكذا" بمثابة دفاع عام عن الرجال في انتقادات سلوكهم من قبل الجنسين. كانت هذه العبارة موجودة منذ أكثر من عقد. قبل عام 2013، "ليس كل الرجال" لم يُنظر إليه على أنه نهج انحرف عن مساره. استشهدت بعض المدوِنات من النساء بأن ""ماذا عن الرجال؟" و "سلطة  الرجال تؤذي الرجال أيضًأ" للدعوة إلي التضمين وليس الاستثناء. تقول ياسمين بيلي إن حجة "ليس كل الرجال" بدأت على ما يبدو كوسيلة صحيحة لمواجهة انتقادات النسوية". ومع ذلك واجه هذا الهاشتاج اعتراضًا من قِبل النسويات. كما تم التغريد بهاشتاج "ليس كل الرجال" علي تويتر في بداية عام 2011 . أول تغريدة بهذه العبارة، والتي لم تكن هاشتاج في ذلك الوقت، كانت تغريدة ساخرة من  قِبل شفيقه هدسون في فبراير 2013 "يتم توجيه الرجال والأولاد من قبل المجتمع لعدم الاستماع إلينا... رد عليها رجل ب " عفوًا، ليس كل الرجال". الصورة النمطية لهاشتاج "ليس كل الرجال"، الذي كان يُستخدم لانتقاد سلوك الرجال، تم تحويله إلي رسم كاريكاتيري بواسطة مات لوبشانكي في 14 إبريل 2014. وسرعان ما تم تغريد الرسم الكاريكاتيري للوبشانكي، وبطريقة أخري شاركه العديد من الرجال المشهورين مثل: ويل ويتون، وبول فرانسيس تومكنس، ومات فريكشن وجون سكالزي.

## اغتيالات جزيرة فيستا عام 2014
#ليس_كل_الرجال كان بالفعل هاشتاج على تويتر، تم إنشاءه بواسطة ساسيكراص قبل اغتيالات جزيرة فيستا عام 2014، ولكنه اكتسب جاذبية إضافية بعد هذا الحدث بسبب كراهية النساء التي تم التعبير عنها بالبندقية، على الرغم من أن اثنين فقط من الضحايا الستة كانتا من النساء. ردًأ علي هاشتاج «ليس كل الرجال»، ابتكرت إحدى مستخدمات تويتر هاشتاج «نعم كل الرجال» للتعبير عن تأثر جميع النساء بالتمييز الجنسي والكراهية، حتى وإن لم يكن جميع الرجال متحيزين جنسيًا. سرعان ما أصبح هذا الهاشتاج، الذي أُنشيء حديثًا، تستخدمه النساء عبر وسائل التواصل الاجتماعي لتبادُل تجاربهن بشأن التمييز الجنسي والاعتداءات. في أعقاب موجة القتل، تم وصف نشاط من يهاجمهن على الإنترنت بأنه كاره للنساء، وتم التنويه على أن كراهيةَ النساء سببٌ في موجة القتل. في أعقابِ عمليات القتل، أشار بعض مستخدمي تويتر إلى حقيقة أن «ليس كل الرجال» هم من هذا القبيل، أو يرتكبون مثل هذه الجرائم.

## حادث بنجالورو
بعد البلاغات التي قُدمَت بشأن حدوث تحرش جماعي في احتفال ليلة رأس السنة في بنجالورو بالهند، بدأ ينتشر هاشتاج «ليس كل الرجال» علي تويتر، وقد أثار هذا رد فعل غاضبًا من النساء، حيث انتقدت العديد من النساء والمشاهير هذا الهاشتاج باستخدامهن هاشتاج خاص بهن «نعم كل النساء».

## استخدامه
كما يقول كيلسي ما

كيني في موقع فوكس، «تم إعادة صياغة العبارة بواسطة بعض المشاهير من النساء وتحولت إلي شعار يدعو إلي السخرية وسوء نية». تضمنت الشعارات المتعلقة ب «ليس كل الرجال» إشارات إلي الرجل المائي، وقت المغامرة، سحر: الجمهور، كول أيد مان لتؤيد مقولة «ليس كل الرجال». جاء تفسير هاشتاج «ليس كل الرجال» من هيلاري دي مينا في هذا الموقع، الذي زعم بأن «مقولة ليس كل الرجال غير مفيدة، وأننا بحاجة إلي الاستماع والتفكير مليًا». كتبت فيل فيلت (الكاتبة في مجلة سلايت) أن الهاشتاج
كان رد فعل متوقَع ولكنه أيضًا غير مفيد. لأسبابٍ كثيرة، لا يُعَد مفيدًا، فأحد هذه الأسباب أن النساء تعرف ذلك. إنهم يعلمون بالفعل أنه ليس كلُ رجلٍ مغتصبًا أو قاتلاً أو عنيفًا. لا يحتاجون منك أن تخبرهم بذلك. ثانياً، إنه دفاعي. عندما يكون الناس دفاعيين، فإنهم لا يستمعون إلى الشخص الآخر؛ إنهم مشغولون بالتفكير في طرق للدفاع عن أنفسهم. شاهدت هذا يحدث على تويتر، مرارًا وتكرارًا. ثالثًا، الأشخاص الذين يقولون أنها لا تعزز المحادثة، يتجاهلونها. النقاش لا يدور حول الرجال الذين لا يسببون المشاكل، (على الرغم من أنني سألاحظ أنه يمكن أن يكون كذلك، سأعود إلى تلك النقطة). بدلاً من أن تكون دفاعيًا وتشتت انتباهك عن الموضوع المطروح، حاول أن تبقى هادئًا لفترة من الوقت، وأن تستمع فعليًا إلى ما يقوله آلاف من النساء بشأن هذا الموضوع. رابعًا- وهذا أمر مهم، استمع جيدًا- فعندما تمشي امرأة في الشارع، أو في موعد، أو في مصعدٍ بمفردها، هي لاتعرف في أي مجموعة أنت تنتمي. من المحتمل أن تكون أفضل رجلٍ علي الإطلاق، ولكن لا توجد طريقة لها لمعرفة ذلك. جزء صغير من الرجال هناك بالتأكيد ليس في هذه المجموعة.  أنت تعرف بالتأكيد أين تنتمي بداخل رأسك ولكن خارج رأسك من المستحيل أن تعرف.
ومع ذلك، يجادل الكاتب في صحيفة تايمز أوف إنديا سوميت كسواني بأن البيان "لا يعمل على انحراف الحركة النسائية عن مسارها، بل يسعى إلى رسم الخط الفاصل بين  النسوية وكره الرجال".

## وصلات خارجية
- منشورات ضمن هاشتاج ليس كل الرجال على موقع تويتر
- أصل هاشتاج ليس كل الرجال كما ذُكر على موقع ستوريفاي